# Daptrius
Daptrius is een geslacht van vogels uit de familie van de valkachtigen (Falconidae). De wetenschappelijke naam van het geslacht is voor het eerst geldig gepubliceerd in 1816 door Vieillot.

## Soorten
De volgende soort is bij het geslacht ingedeeld:
- Daptrius ater – Zwarte caracara